# 土屋昌次

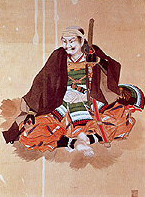
土屋昌次，作者：松本楓湖，藏品地：恵林寺(山梨縣甲州市）

土屋昌次（つちやまさつぐ，1544年（天文13年）—1575年（天正3年）），戰國時代武將。武田氏家臣。幼名平八郎。通稱右衛門尉。別名昌續。父金丸虎義。弟土屋昌恒。

## 生平
昌次是「奧近習六人眾」，得以接近武田信玄側近警護。所謂六人眾指的是土屋昌次、甘利昌忠、長坂昌國、武藤喜兵衛（即真田昌幸）和三枝守友。
第四次川中島之戰時上杉謙信率軍近逼武田信玄所在本陣，昌次等人見狀立刻應戰。戰後因應戰之功升任仕大將。（備隊的第二位人物，一個備約300人，故略等於現代軍隊編制的少校或上尉軍階）
三增峠之戰擔任箕輪城城代的淺利信種戰死，本姓金丸的昌次奉命繼承土屋氏。
天正3年(1575)長篠之戰，昌次成功突破織田德川聯軍3道防馬柵時遭火槍隊齊射戰死。